# Tahiya Carioca
Tahiya Carioca (en inglés Taheyya Kariokka, en árabe egipcio تحية كاريوكا) también Tahiya Mohamed (nacida como Badaweya Mohamed Kareem Al Nirani) (Ismailía, 22 de febrero de 1915- El Cairo, 20 de septiembre de 1999) fue una bailarina egipcia de danza oriental y actriz, considerada una de las principales exponentes de la danza oriental del siglo XX.

## Infancia y juventud
Badaweya nació en la ciudad egipcia de Ismailía, sus padres fueron Mohamed Ali Elnidany y Fatima Alzahraa. Su padre era un comerciante de botes quién se había casado seis veces, y murió cuando Badaweya era una niña. Después de la muerte de su padre, se mudó con su hermano mayor Ahmed Elnidany, quien la maltrataba, por lo que ella escapó, con ayuda de su sobrino, hacia El Cairo. Una vez allí, permaneció con Suad Mahasen, artista y dueño de un club nocturno. Badaweya le pidió en varias ocasiones trabajar en el club, pero Suad se negaba debido a la indisciplina de los clubs nocturnos. Aun así, Badaweya conoció a varios socios y amigos de Suad, quienes le recomendaron a él integrarla a los espectáculos como parte del coro, pero ella no aceptó.

## Trayectoria
Tiempo después, Badaweya llegó a los oídos de Badia Masabni, la dueña del Casino Ópera, uno de los clubs nocturnos más prominentes e importantes del Egipto de la época.  Badia ofreció un lugar en su compañía a Badaweya, quien accedió y obtuvo el nombre artístico de Tahiya Mohamed. Pronto comenzó a ganar popularidad como solista y, conforme adquirió más experiencia, aprendió el popular baile brasileño llamado "samba", que en ese momento era llamado "carioca", por lo que comenzó a ser llamada Tahiya Carioca.

### Actuación
Tahiya protagonizó películas durante la denominada "época de oro" de la cinematografía egipcia. Fue una bailarina, actriz y cantante talentosa. En 1972, la película "Watch out for Zouzou", protagonizada por Soad Hosni y con Tahiya como actriz secundaria, se convirtió en un éxito del cine egipcio.[¿quién?]
Tahiya murió de un ataque de corazón el 20 de septiembre de 1999, a la edad de 84 años.

## Filmografía
- Mercedes (1993)
- Iskanderiya, kaman wi kaman (Alexandria Otra vez y Para siempre) (1990)
- Weda'Un Bonapart (Adiós Bonaparte) (1985)
- Saqqa Estera, al- (El agua-Cargador Es Muerto) (Película, 1977)
- Tareek, al- (La Carretera) (1964)
- Imm el aroussa (Madre de la Novia) (1963)
- Hob hatta El Ebada (Amor hasta la adoración) (1959)
- Rommel Tesoro (1955)
- Hira wa chebab Ana zanbi eh? (Es Mi Culpa?) (1953)
- Ibn al ajar (Un Niño para Alquiler) (1953)
- Muntasir, El (El Conqueror) (1952)
- Omm el katila, El (La Madre Criminal) (1952)
- Zuhur el fatina, El (Las Flores Encantadoras) (1952)
- Feiruz hanem (Señora Feiruz) (1951)
- Ibn el halal (El Cierto-Hijo nacido) (1951)
- Khadaini abi (Mi Padre Me Engañé) (1951)
- Akbal el bakari (Una Familia Grande) (1950)
- Ayni bi-triff (Mi Ojo Es Winking) (1950)
- Aheb el raks (Me Gusta Bailar) (1949)
- Amirat el djezira (La Princesa de la Isla) (1949)
- Katel, El (El Asesino) (1949)
- Mandeel al helu (El velo de la Belleza) (1949)
- Hub wa junun (Amor y Locura) (1948)
- Ibn el fellah (El hijo del Campesino) (1948)
- Yahia el fann (Arte Vivo largo) (1948)
- Li'Murciélago al sitt (La Señora' Títere) (1946)
- Ma akdarshi ( Puedo no  Él) (1946)
- Najaf (1946)
- Sabr tayeb, El (Tiene Paciencia) (1946)
- Aheb el baladi (Me Gusta Cocina de Casa) (1945)
- Hub El awal, El (Primero Amor) (1945)
- Lailat el jumaa (Anochecer de viernes) (1945)
- Naduga (1944)
- Rabiha-takiet el ekhfaa (El Sombrero Mágico) (1944)
- Taqiyyat al ikhfa (1944)
- Ahlam El shabab (Sueños de Juventud) (1943)
- Ahib Al ghalat (me Gustan las equivocaciones) (1942)